# Jan Lichardus
Jan Lichardus (* 24. Januar 1939 in Ružomberok, Tschechoslowakei (heute Slowakei); † 8. März 2004 in St. Ingbert) war ein deutsch/slowakischer Prähistoriker.

## Leben
Nach dem Besuch der Grundschule in Ružomberok zwischen 1944 und 1950 besuchte er das Gymnasium M. M. Hodža in Liptovský Mikuláš, wo er im Jahr 1956 sein Abitur ablegte. Im selben Jahr begann er das Studium der Ur- und Frühgeschichte, Alten und Mittelalterlichen Geschichte an der Universität Bratislava und schloss es im Jahre 1961 mit dem Diplom ab. Mit 22 Jahren wurde er wissenschaftlicher Assistent am Archäologischen Institut der Slowakischen Akademie der Wissenschaften in Nitra. Im Jahre 1963 leitete er die Grabungen in der Domica-Höhle im südslowakischen Karst. Im Jahre 1968 promovierte er an der Universität Brünn mit einer Studie zur neolithischen Bükker Kultur, einer Stufe der Alföld-Linearkeramik.
Als Stipendiat des Deutschen Akademischen Austauschdienstes kam Jan Lichardus in den Jahren 1965/66 und 1969 an die Universität des Saarlandes nach Saarbrücken. Im Jahr 1971 heiratete er die Prähistorikerin Marion Itten. Im selben Jahr setzte er nach seiner Übersiedlung in die Bundesrepublik Deutschland seine akademische Laufbahn als wissenschaftlicher Assistent im Institut für Vor- und Frühgeschichte und Vorderasiatische Archäologie der Universität des Saarlandes fort. Nach der im Jahre 1973 erfolgten Habilitation mit dem Thema "Rössen – Gatersleben – Baalberge. Ein Beitrag zur Chronologie des mitteldeutschen Neolithikums und zur Entstehung der Trichterbecherkulturen" war er Privatdozent in Saarbrücken und hatte seit 1986 als Nachfolger von Rolf Hachmann die dortige Professur für Vor- und Frühgeschichte inne.
Am 8. März 2004 starb er im Alter von 65 Jahren in St. Ingbert. Am 7. April 2004 wurde er im Familiengrab auf dem Martinsfriedhof in Bratislava bestattet.

## Wirken
Seine Projekte, die sich nicht allein in fast 150 Publikationen dokumentieren, waren in Mittel- und Südosteuropa sowie in der Region Saar-Lor-Lux verankert. Ein Schwerpunkt seiner Forschungen lag in der Etablierung der europäischen Kupferzeit als historische Epoche. Im Jahre 1988 leitete er in Saarbrücken und in der Europäischen Akademie Otzenhausen ein Symposium, das sich dieser Thematik widmete.
Im Rahmen eines Kooperationsvertrages zwischen der Universität des Saarlandes und der "St.-Kliment-Ohridski"-Universität Sofia initiierte er im Jahre 1982 gemeinsam mit Rolf Hachmann und Alexandar Fol Ausgrabungen in der Mikroregion um das südostbulgarische Dorf Drama, die er ab 1986 leitete. Ziel war es dabei, die Siedlungsentwicklung innerhalb eines geographisch begrenzten Raumes vom Neolithikum bis ins Mittelalter zu erforschen.

## Auszeichnungen
- Ehrendoktorwürde der "St.-Kliment-Ohridski"-Universität Sofia
- Ľudovít-Štúr-Goldmedaille und Ehrendoktorwürde der Slowakischen Akademie der Wissenschaften in Bratislava
- Gedenkmedaille zur 650-Jahr-Feier der Gründung der Karlsuniversität Prag

## Schriften (Auswahl)
- Studien zur Bükker Kultur (Saarbrücker Beiträge zur Altertumskunde Band 12). Bonn 1974; Rezension von Vladimir Milojčić in: Bayerische Vorgeschichtsblätter Band 43, 1978, S. 175–178.
- Rössen – Gatersleben – Baalberge. Ein Beitrag zur Gliederung des mitteldeutschen Neolithikums und zur Entstehung der Trichterbecher-Kulturen (Saarbrücker Beiträge zur Altertumskunde Band 17). Bonn 1976; Rezension von Ulrich Fischer in: Germania Band 56, 1978, S. 574–581.
- mit Marion Lichardus-Itten, Gérard Bailloud, Jacques Cauvin: La Protohistoire de l'Europe. Le Néolithique et le Chalcolithique entre la Méditerranée et la mer Baltique. La Nouvelle Clio Ibis. Paris 1985.
- (Hrsg.): Die Kupferzeit als historische Epoche (Saarbrücker Beiträge zur Altertumskunde Band 55). Bonn 1991.
- mit Alexander Fol, Ljudmil Getov, François Bertemes, Rudolf Echt, Rumen Katinčarov, Ilija Krăstev Iliev: Forschungen in der Mikroregion von Drama (Südostbulgarien). Zusammenfassung der Hauptergebnisse der bulgarisch-deutschen Grabungen in den Jahren 1983–1999. Bonn 2000.